# 空氣污染

化石燃料电厂污染空氣

空氣污染是指空氣中所包含的一種或多種污染物，影響空氣成份，其量、性質及時間可傷害到人類及動植物的性命，令財物受損，或使舒適的生活環境受到干擾（如氣味）。空氣的成份為78%的氮，21%的氧，另在加上微量的懸浮微粒、二氧化碳、水蒸氣、氬氣及其他稀有氣體等，其組成會因污染而稍有改變，大自然的『自淨作用』通常會讓原本的平衡狀態得以恢復，保持大氣的穩定。不过，环境的自净能力是有限的，当污染物的数量超过环境自净能力时，污染的危害就不可避免地发生，生态系统就受到破坏。 
污染的來源既可以是天然的，也可以是人為的，常見的人為來源包括：固定源（如工業污染、廢物處理、回收場、發電廠等）、移動源（如機動車輛）、逸散源 ( 如營建與農業）及其他（如餐飲與和焚燒冥鏹金紙）等等。更多的污染源還包括森林火災、沙塵暴、火山活動、海鹽飛沫、地殼岩石風化等。
污染物又可按其特性分為：氣狀污染物，包括硫氧化物、氮氧化物、碳氫化合物、一氧化碳、氯氣、氯化氫、氟化物、氯化烴等；粒狀污染物，包括懸浮微粒、金屬煤煙、黑煙、落塵、酸霧等；二次污染物，此乃污染物在空氣中再經光化學反應產生的污染，可包括光化學霧、光化學性高氧化物（如臭氧）等；以及惡臭物質，包括硫化氫、硫化甲基、硫醇類、氯氣、甲基胺類等。
2008年，布莱克史密斯研究所在世界污染最严重地区报告中将室内空气污染和城市空气质量被列为世界最严重的致命污染问题。根据2014年世界卫生组织报告，2012年空气污染导致全球700万人死亡。

## 污染物

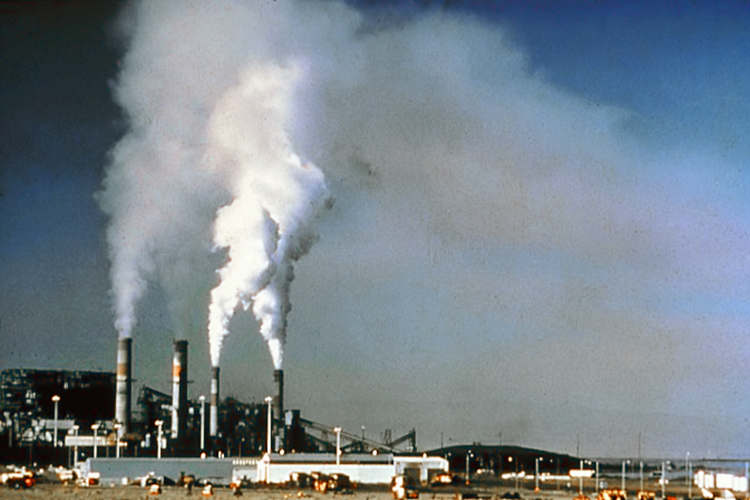
在安装烟道气脱硫环保设备之前，这家新墨西哥州的发电厂排放物中含有超量的二氧化硫。

空气污染成因与影响图解：(1)温室效应、(2)颗粒物污染、(3)增加紫外线辐射、(4)酸雨、(5)增加地面臭氧浓度、(6)增加氮氧化物浓度

空氣污染物是空氣中的物質，對人類和生態環境産生有害影響。該物質可以是固態顆粒、液態液滴、或是氣體...污染物可以是天然的，也可以是人造的。污染物被分爲初級污染物和次生污染物。初級污染物通常由過程産生，如火山噴發的煙灰。其它例子包括機動車尾氣中的一氧化碳，或工廠排放的二氧化硫。次生污染物不是被直接排放的。它們是由初級污染物反應形成的。地面臭氧層就是典型的次生污染物。有些污染物可以既是初級的，又是次生的：它們可能來自直接排放，或是由其它初級污染物合成而來。
人類活動産生的主要初級污染物包括：
- 硫氧化物（SOx）：通常是二氧化硫，化學公式爲SO2。SO2由火山和其它工業過程産生。煤和石油常常含有硫，它們在燃燒時會產生二氧化硫。SO2通常在受到NO2等的催化進一步氧化，形成H2SO4，即酸雨的成分。用這些燃料作爲能量來源是對環境影響的主要顧慮之壹。
- 氮氧化物（NOx）：氮氧化物，特别是高温燃烧所产生的二氧化氮，也可以通过闪电产生。它们可能会形成棕色煙霧或污染河流，笼罩城市。二氧化氮是一种化学物质，公式为NO2。它是氮氧化物中的一种。作为最著名的空气污染物，这种棕红色的毒气具有十分刺鼻的苦涩气味。
- 一氧化碳（CO）：CO是一种无色、无味、无刺激的有毒气体。是由不完全燃烧所产生的，如天然气、煤或木头等。汽车尾气是一氧化碳的主要来源。
- 挥发性有机物：挥发性有机污染物是常见的室外空位污染物。它们可能是甲烷（CH4）或是非甲烷（NMVOCs）。甲烷是极其强大的温室气体，导致全球变暖。其它挥发性碳氢化合有机物也是重要的温室气体，因为它们会产生臭氧，延长大气中甲烷的寿命。影响则依地区空气质量的不同而不同。芳香非甲烷苯类、甲苯、二甲苯则有致癌嫌疑，长期接触可能会导致白血病。1,3-丁二烯是另一种危险的分子，常与工业应用有关。
- 有毒金属：如铅和汞，特别是它们的合成物。
- 氯氟烃（CFCs）：能破坏臭氧层；产生这一气体的物质目前已经被禁用。这些气体可以从空调、冰箱、喷雾剂等散布。氯氟烃进入空气后升至平流层。在此它们与其它气体反应，破坏臭氧层，使得有害的紫外线到达地球表面。能导致皮肤癌、眼疾甚至伤害植物。
- 自由基：一种空中微粒，与心肺疾病有关。[6][7]
- 氨气（NH3）：来自农业过程。氨气的化学式是NH3，通常是一种刺激性强的气体。地面作物需要相关营养，氨是肥料和滋养的先导。无论是直接还是间接，氨都是许多药物的合成成分。氨虽然被大量使用，但确是有腐蚀性的，伤身的物质。在大气中，氨气与氮氧化物和硫发生反应，形成次生颗粒。[8]
- 臭气：从垃圾、污水和工业过程中释放出来。
- 放射性废料：由核爆炸、核事件、战争爆破和自然过程，如氡的放射性衰变产生。

次生污染物包括：

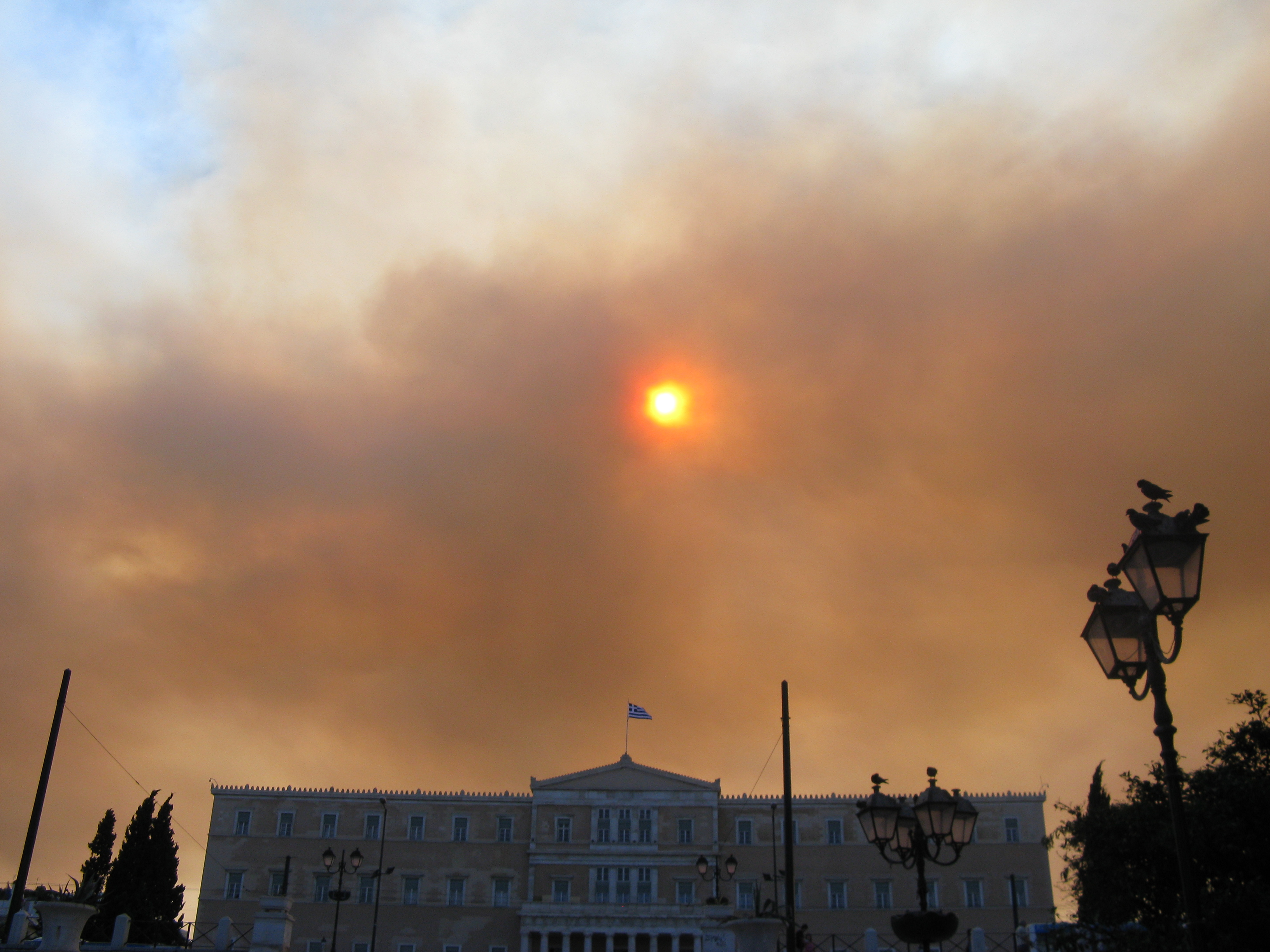
希腊雅典上空的污染

- 从气体主污染物和光化雾合成的颗粒物。霾是一种空氣污染物。普通霾是由于大量燃煤，混合烟雾和二氧化硫产生的。现代霾不是由燃煤，而是由汽车和工业排放，并在紫外线作用下形成次生污染物，并于初级污染物混合，形成光化雾。
- 地面臭氧层 (O3) 从NOx和挥发性有机化合物作用产生。臭氧(O3)是大气的关键成分。也是某些同温层重要的成分，通常叫做臭氧层。其所包含的光催化物和化学反应日夜反应，驱动许多化学步奏。由于人类活动，反常的高浓度(通常是燃烧化石燃料)是一种污染物，导致霾形成。
- 硝酸过氧化乙酰 - 同样由NOx和挥发性有机化合物反应形成。

其它空气污染物包括：
- 大量次要空气污染物。
- 各种持久性有机污染物，可以吸引颗粒物。

持久性有机污染物是有机化合物，在化学、生物和光解过程中难以自然分解。由此，它们在自然中存留持久，可以远距离扩散，在人体和动物组织内积存，通过食物链放大，对人类健康和自然环境造成潜在的重要影响。

### 颗粒物
颗粒物（particulate matter，PM）或称粒状物、悬浮微粒、大气微粒物质，是悬浮在空气中微小的固态或液态粒子。与之相对的是气溶胶，常常指微粒和气体的混合物。一些颗粒是自然生成的，如火山爆发、沙尘暴、森林或草地火灾、植物或海上浪花。人类活动，如机动车燃烧化石燃料、电厂或其它工业过程都会产生大量气溶胶。从世界平均水平来看，由人类活动而产生的气溶胶只占大气中的10%。空气中颗粒物增加与健康威胁如心脏病、肺病有关。懸浮物通常以顆粒的大小來區分，而當中的可吸入懸浮粒子則可影響人體健康。其中，空气动力学直径（以下简称直径）小于等于10微米的颗粒物称为可吸入颗粒物（PM10）；直径小于等于2.5微米的颗粒物称为细颗粒物（PM2.5）。颗粒物能够在大气中停留很长时间，并可随呼吸进入体内，积聚在气管或肺中，影响身体健康。
這些可吸入懸浮顆粒還可以再細分為PM10和PM2.5兩類：
- PM10（即直徑小於10微米）的顆粒，這種顆粒不能被身體的防禦機制阻擋，可以直達肺部，所以十分危險；
- PM2.5的顆粒比PM10的更危險，因為它的顆粒小於2.5微米，可以穿透肺泡到達血液。

直徑約為0.1mm的粉塵顆粒有超過50%會沉積在肺部，含硅的粉塵更會對人體造成永久傷害，例如引致矽肺病。
香煙塵是常見的懸浮顆粒，因粒徑小（在0.001至0.1mm之間）、擴散力強，在靜止空氣中幾乎可以不沉落，不僅即時可見污染惡果，長期吸入更可以導致肺癌。
其他常見的懸浮顆粒：
- 矽、鋁、鈣、錳、鐵（來源：泥土、地殼和建築活動）
- 釩、鎳（來源：以油作為燃料的燃燒工序）
- 鎘、碳氫化合物（來源：焚化）
- 碳、鉛、溴、碳氫化合物（來源：汽車廢氣）
- 鈉、氯、鎂、鉀（來源：海洋）
- 硝酸鹽、硫酸鹽、銨（來源：次生污染形成物）

### 来源

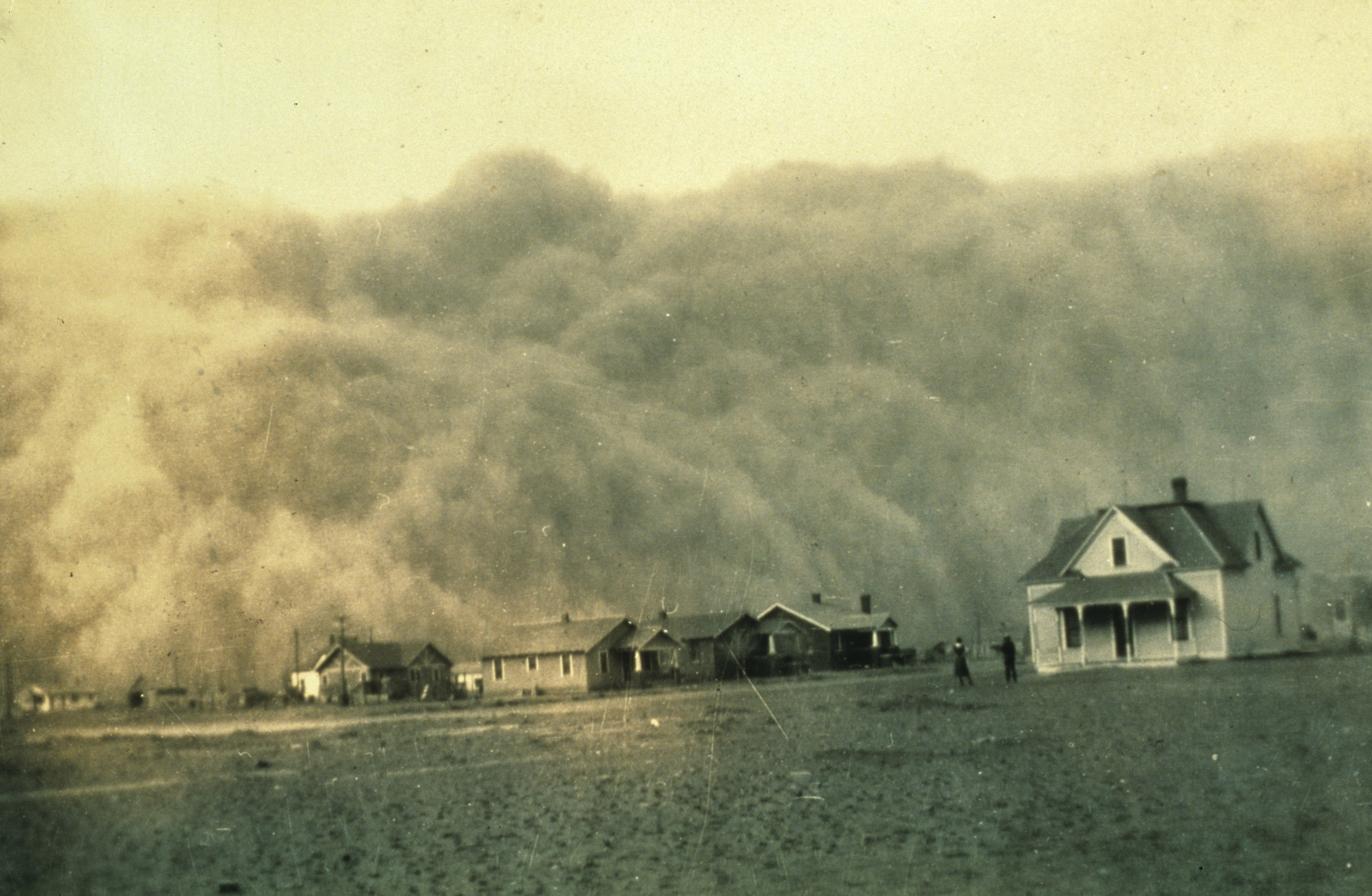
德州斯特拉特福德沙尘暴逼近

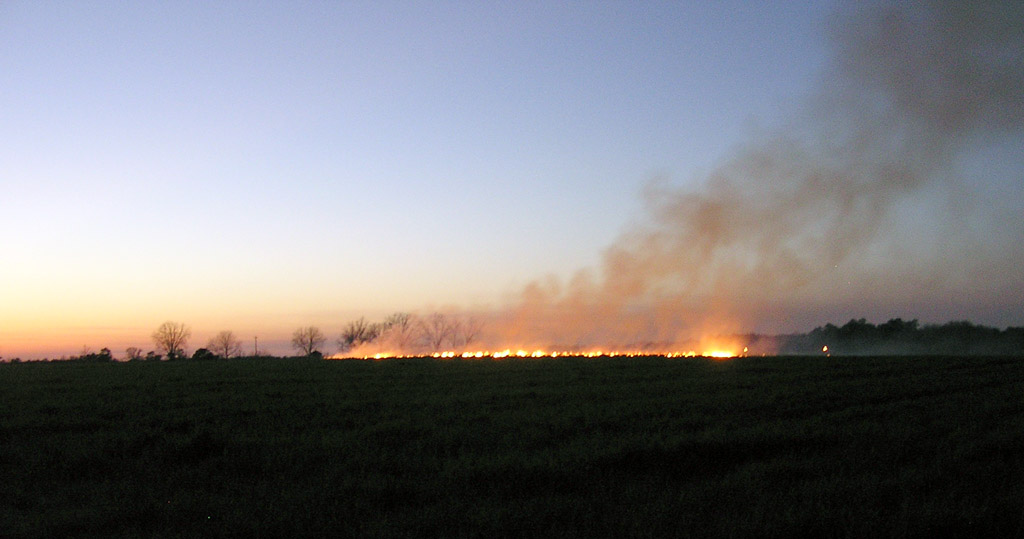
斯泰茨伯勒监控燃烧，准备春耕

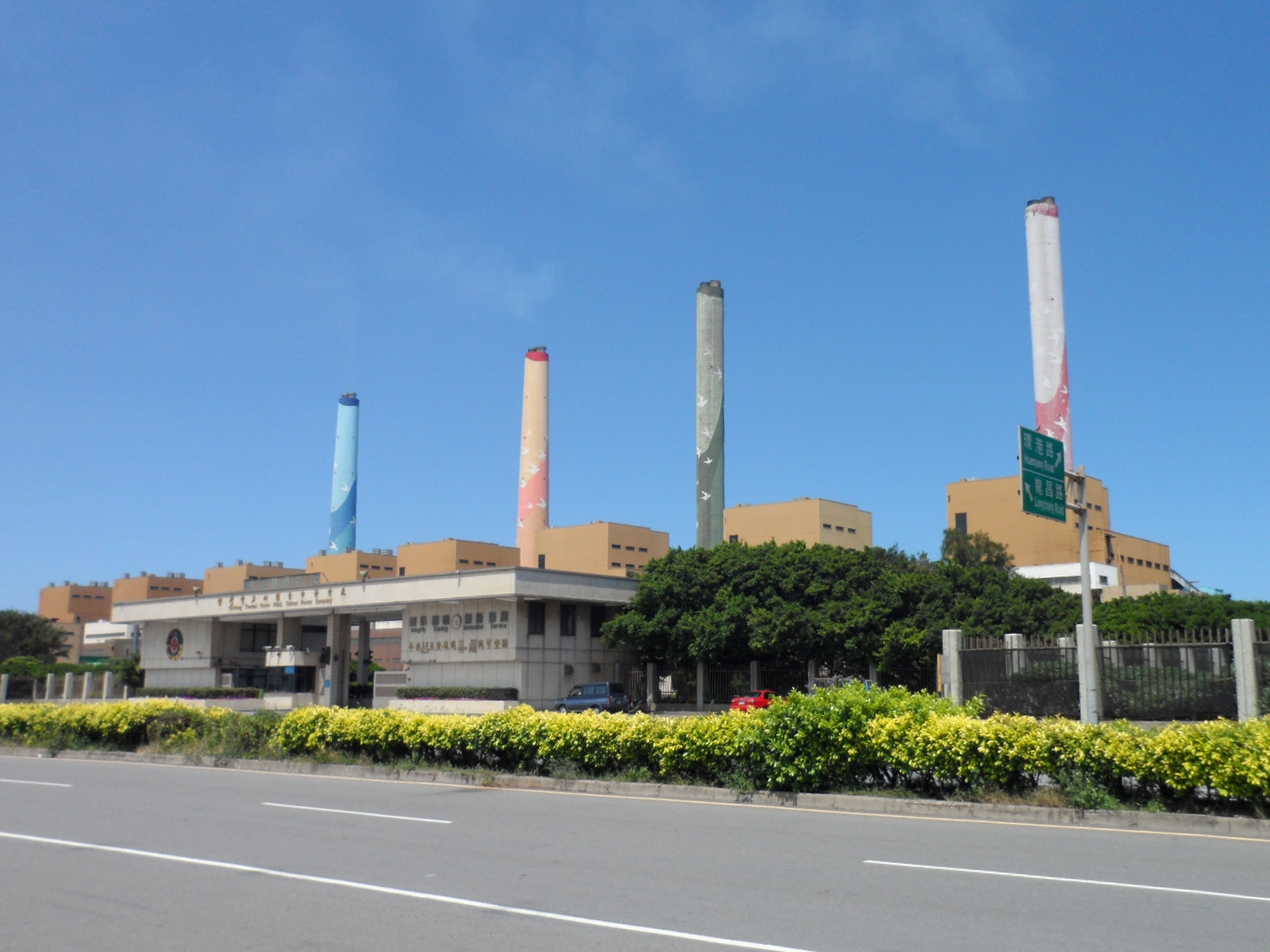
臺灣台中火力發電廠於2020年空汙排放量達16154公噸，常被認為是臺灣中部空氣污染源

### 排放因素

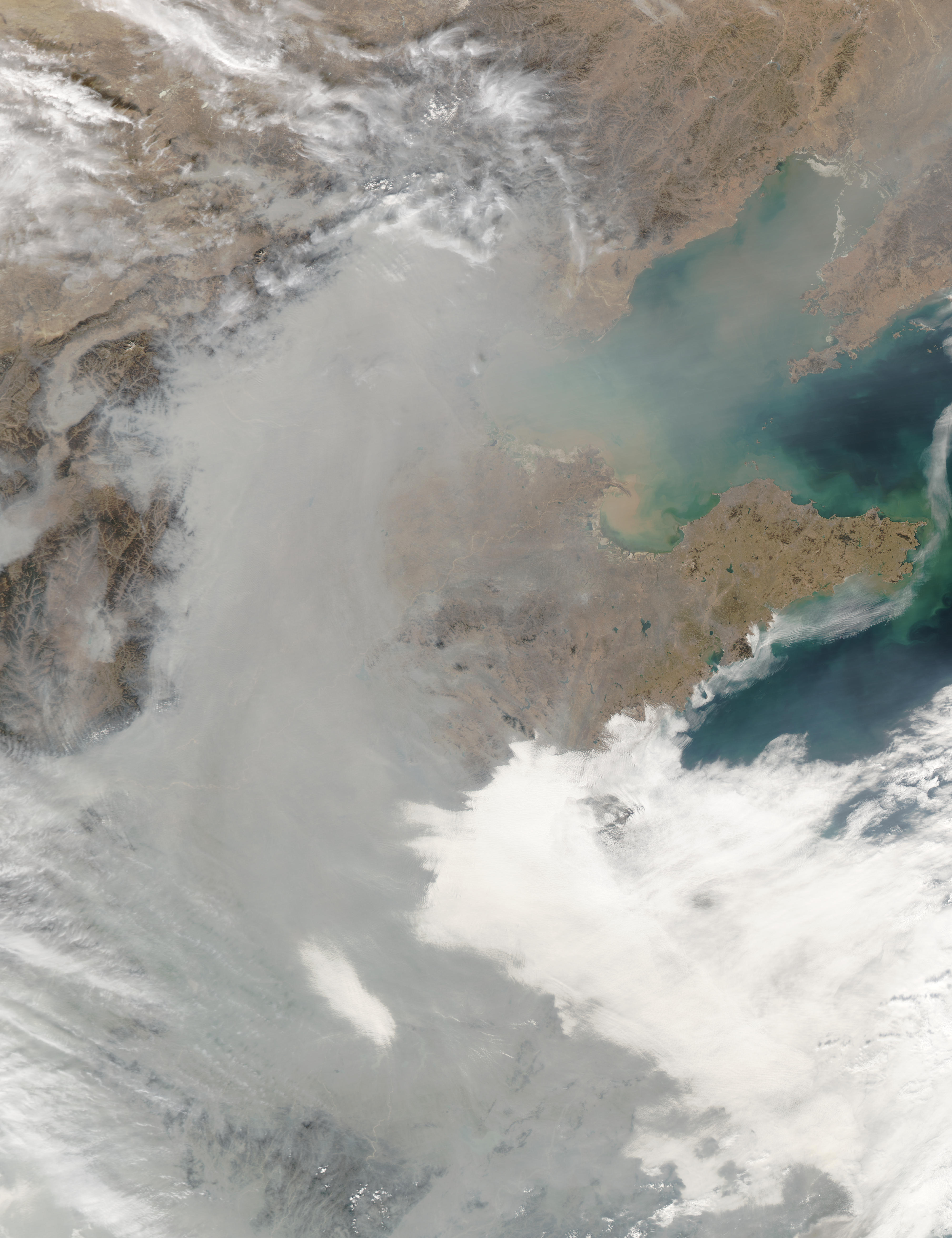
中国华北上空的空气污染

空气污染排放因素所代表的价值是人们试图将排放到清洁空气中的污染物数量以及排放活动相互联系起来的事情。这些因素常常表述污染物的量，通过单位重量、体积、距离和排污活动持续性(如每吨煤燃烧后所產生的颗粒物的公斤量)。这些因素导致对各种空气污染来源进行评估。在许多例子中，这些成分常常是将所有可接受质量进行简单平均，并常常认为这是对长期平均数的代表值。
持久性有機污染物列表上有12种化合物。二恶英和呋喃只是其中之二，是由有机物燃烧所發
生的，如燃烧塑料。持久性有機污染物也是内分泌干扰素，可以扭曲人类基因。

## 暴露在空气污染物下
空气污染风险是污染物危害和暴露在污染物下所产生的负面功能。暴露在空气污染物可以表述为对某人、某些人群(如某郡的邻里或儿童)或是对所有人的影响。例如，某人想要计算在某一地理区域内暴露在有害气体下的问题，这包括各种微观环境和年龄人群。这可以被计算吸入量。计量可以为在各种场合下每日暴露量(如室内微观环境和户外地点)。暴露需要包含各个年龄层和其它人口统计人群，特别是婴儿、儿童、孕妇和其它敏感次人群。暴露在空气污染物下需要综合空气污染物浓度、各地时间和每个次人群在某一时间的吸入量，以及该次人群所参与的活动(游戏、做饭、阅读、工作等)。例如，小孩吸入率比成人小。小孩参与各种剧烈活动比参与安静活动的儿童吸入率要大。这样，每日暴露需要反映在微观环境中所花费的时间以及活动种类。每个微观环境的空气污染物浓度需要总结以判断这一暴露。

## 室内空气质量

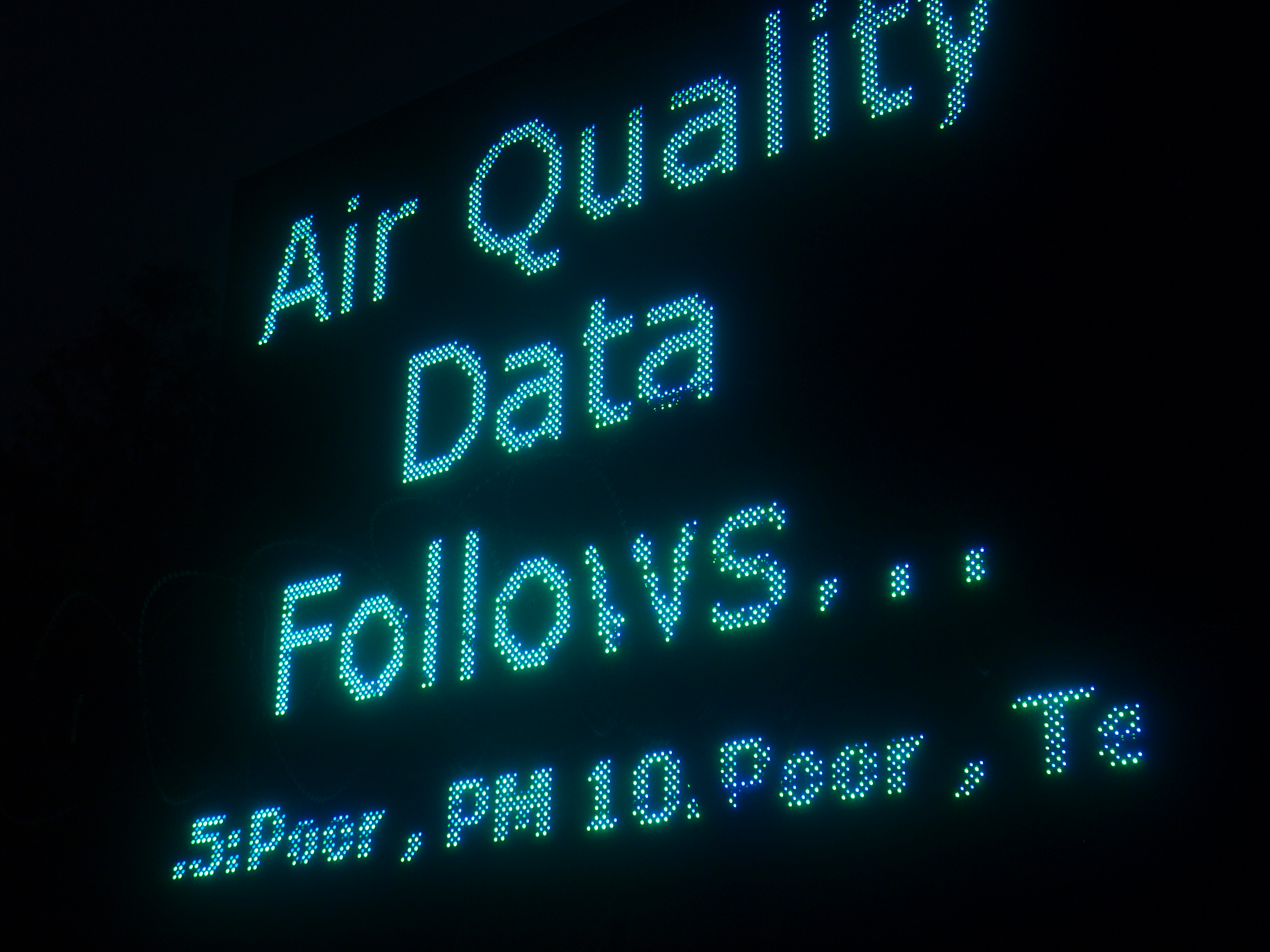
印度新德里空气质量监视器

通风不顺畅导致室内空气污染浓度上升，而人们待在屋子里时间太久。氡气是致癌气体，在地球某些地方会散布出来，进入屋子里。建材，如地毯和胶合板会散发出甲醛(H2CO)。图画和溶剂在变干时会散发出挥发性有机化合物。铅画会蜕变为尘土，被人体吸入。一些空气污染物是由空气清新剂、熏香和其它香水造成的。炉子里的柴火也会造成许多烟尘。室内致命的污染物可能是使用杀虫剂和其它化学物质，缺乏通风所致。
一氧化碳(CO)中毒和致命常常是由于烟筒出问题导致的，或是在屋子里烧煤。慢性一氧化碳中毒甚至可以因信号灯燃烧不良引发。所有的室内下水道都有存水弯，防止臭气和硫化氢反进室内。在干洗数日后，衣物依然会散发出全氯乙烯或其它干洗液体。
虽然石棉已经在许多国家禁止使用，但许多工业和室内环境所留存的石棉依然很多，留下许多健康隐患。石棉会导致慢性炎症，影响肺部组织。在长期、大量接触石棉后会导致石棉在肺部积存。患者会出现呼吸困难，会诱发各种肺癌出现。由于非技术文献常常解释不清楚这一问题，人们应该对一些疾病进行区分。根据世界卫生组织 （页面存档备份，存于），这些包括石棉肺癌和腹膜间皮细胞瘤(非常罕见的癌症形式，总是与长期接触石棉时出现)。
室内空气污染的生物来源包括气体和颗粒物。宠物会产生皮屑，人也会产生皮屑和头发丝，床上、地摊上和家具上的尘螨会产生酶和微小的粪便、排放甲醛、导致墙壁发霉、产生霉菌毒素和孢子。空调系统也会产生军团杆菌病和霉菌，室内植物、土壤和周围的花园也会产生花粉、尘土和霉菌。缺乏空气通风会导致空气污染物堆积，以至于比自然含量还要高。

## 影響

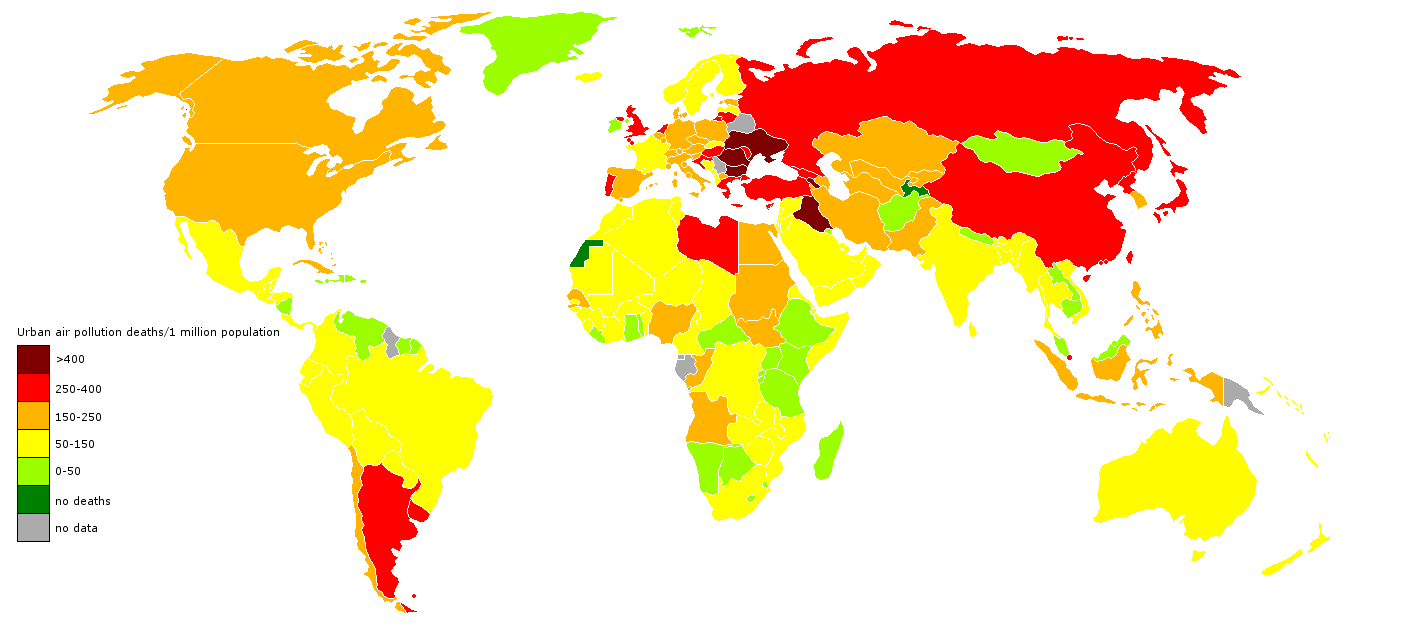
2004年全球各地死于空气污染的人口。

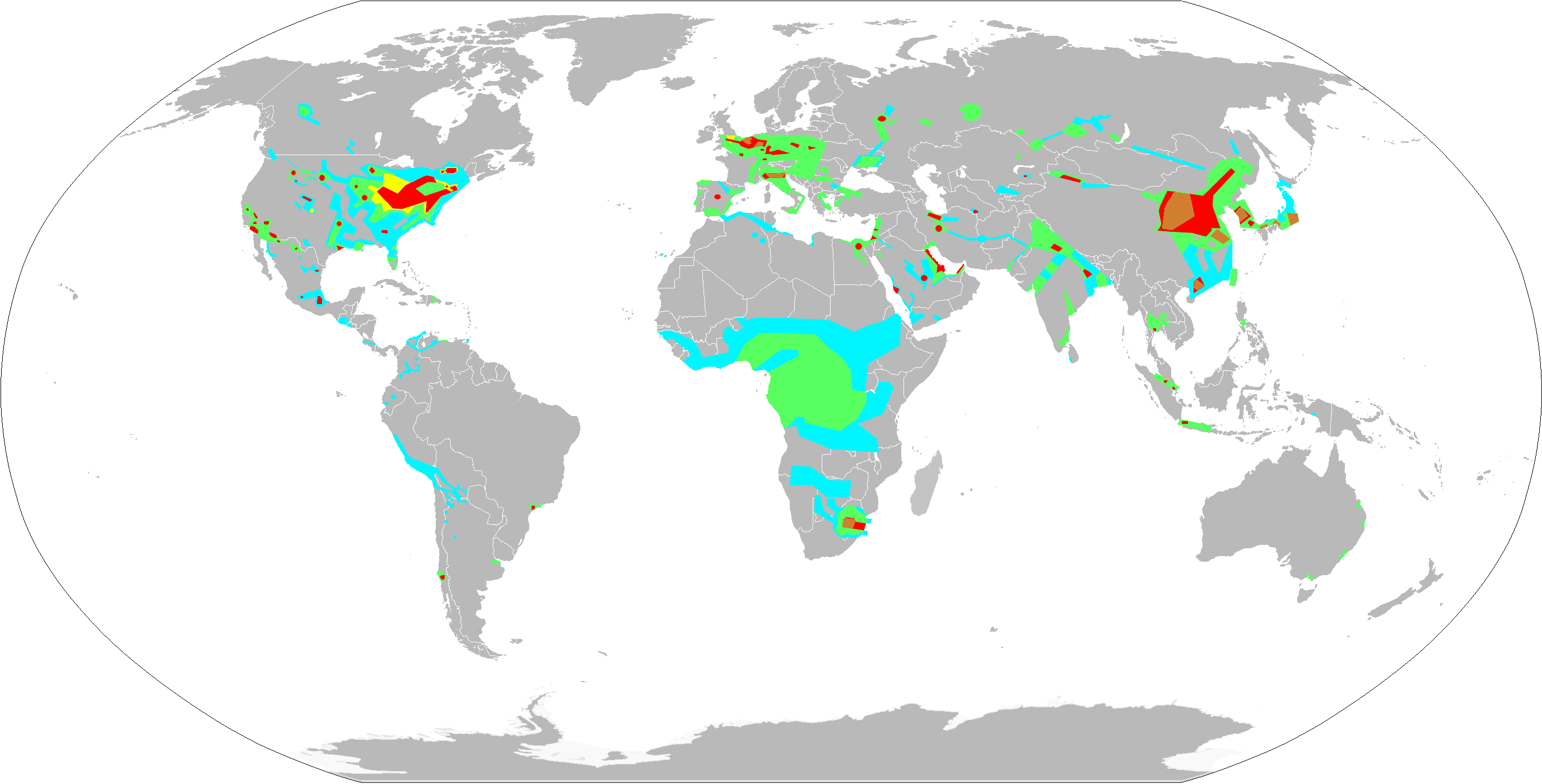
卫星监测到的二氧化硫浓度，2002-2004年

空气污染的一个重要风险因素是导致一系列健康问题，包括呼吸感染、心脏病、慢性阻塞性肺病、中风和肺癌。由空气污染所导致的健康问题可能包括呼吸困难、哮喘、咳嗽、气喘、甚至是加重现有的呼吸和心肺疾病。这些问题会导致用药增多，频繁出入急诊室，死亡率提升。因空气质量低劣所导致的人类健康恶化普遍存在，但主要影响的是心肺系统。个人对空气污染的反应不同，取决于污染物的种类、暴露情况、个人的健康状况和基因因素等。就室内室外空气污染死亡率上来说，发展中国家年龄不满5岁的儿童受到的危害最大。

### 死亡率
据估算，每年约有700万人死于各种空气污染。根据世界卫生组织，印度中風死亡率也很多。2013年12月估算得出中国每年因空气污染导致500,000人死亡。机动车排放的污染物和肺炎相关死亡病例也有关系。
在欧盟，空气污染会减少寿命预期九个月。所导致的疾病包括中风、心脏病、慢性阻塞性肺病、肺癌和肺部感染。
美国环保局估算如果对柴油机技术进行改良(第二级)会减少过早死亡12,000起、心脏病15,000起、儿童哮喘急诊6,000起、呼吸性疾病8,900起。
美国环保局估算相比目前的75-ppb(十亿分之一)地面臭氧浓度若为65-ppb，2020年全世界会减少1,700到5,100起过早死亡。环保局计划的更严格标准可以预防26,000起严重哮喘，以及数以百万的病假问题。
一项在南加州洛杉矶盆地和圣华金谷进行的空气污染成本和健康的新经济研究揭示，由于空气污染水平违反联邦标准，导致每年超过3,800人过早死亡(比正常早了14年)。同一地区每年因此过早死亡的人数大于机动车事故的死亡率，后者少于每年2,000起。
柴油尾气也是制造空气污染物的主要元凶之一。在一些人类实验中放置柴油尾气，会导致急性血管功能障碍和血栓形成。这显示之前所述的空气污染颗粒物与心血管发病率和死亡率之间存在关系。

### 心血管疾病
2007年一份研究显示暴露在环境空气污染下与死于心血管疾病成正面相关(范围：每10μg/m3增加12%到14%)。
空气污染也会增加中风的风险，特别是在发展中国家，那里的污染水平最高。2007年一份研究显示妇女受空气污染不但会引发出血性中风，而且会引发缺血性中风。在2011年定群研究中发现，空气污染也与冠状动脉中风发生率和死亡率增加有关。研究认为影响可能包括血管收缩、低水平炎症和植物性神经系统失衡等机制问题。

### 肺病
慢性阻塞性肺病包括慢性支气管炎和肺气肿。
研究显示暴露在交通空气污染下导致哮喘和慢性阻塞性肺病患病风险增加另外，空气污染与哮喘和慢性阻塞性肺病住院率和死亡率增加都有关系。
由于1952年伦敦烟雾事件，1960-1961年的一项调查对比伦敦293位居民和格罗斯特、彼得伯格、诺维奇的477位居民，显示后三成患慢性支气管炎死亡率都相对较低。所有研究对象都是男性邮递车驾驶员，年龄在40到59岁之间。与居住在边远乡镇的对象对比，伦敦对象呼吸道症状更加严重(包括咳嗽、痰和呼吸困难)，肺功能下降(FEV1和峰值流量)，痰多脓多。对于年龄在50-59岁的对象来说，差别更大。研究控制了年龄和吸烟习惯，因此空气污染结果更可能被展示出来。
和囊腫性纖維化类似，居住在日益城镇化的环境里导致健康状况更加恶化。研究显示城市患者黏液分泌过多、肺功能低下、自查慢性支气管炎和肺气肿更多。
綠色和平2019年7月發佈的《公眾對香港污染問題的認知與觀感意見調查》，近八成人表示曾經或正受空氣污染影響，大部分影響和健康相關，例如：鼻敏感、哮喘發作等。短期會引發支氣管過敏及哮喘患者對致敏源的反應加持；長期更會增加患肺癌的風險，妨礙兒童肺部發育等。

### 癌症
就暴露在空气污染下是否是癌症风险因素这一问题，2007年的研究得到确切数据，发现长期暴露在PM2.5(细颗粒物)下每增加10μg/m3就会增加非事故死亡率6%。暴露在PM2.5下也与肺癌死亡率风险增加有关(范围：每增加10μg/m3提高15%到21%)以及综合心血管死亡率(范围：每增加10μg/m3提高12%到14%)。研究进一步注意到生活在繁忙交通要道附近会增加上述三种风险结果——增加肺癌死亡率、心血管疾病死亡率和综合非事故死亡率。研究人员也发现暴露在PM2.5下与冠心病死亡率正向相关，暴露在SO2下会增加肺癌死亡率，但研究数据没有找到过硬的结论。 另一项研究显示活动量增大导致气溶胶颗粒加速沉积在人体肺部，因此建议在高污染区域内减少强体力活动，如在室外跑步。
2011年，丹麦大型流行病研究发现在氧化氮浓度较高的地区居住，导致居民患肺癌几率增大。研究中，非吸烟者关系比吸烟者还大。2011年，另一项丹麦研究也发现空气污染和其它癌症形式有关，如子宫颈癌和脑癌。

### 儿童
在美国，虽然洁净空气法案于1970年通过，但在2002年至少有1.46亿名美国人居住在未达标区域里，即该区域空气污染物浓度超过联邦标准。这些危险的污染物被称之为标准污染物，包括臭氧、颗粒物、二氧化硫、二氧化氮、一氧化碳和铅。新德里等城市也采取了相应的儿童保护措施，印度公交车现在使用了压缩天然气以减少“豆子汤”式雾霾。欧洲最新研究显示暴露在超细颗粒物下会导致儿童血压上升。

### 对中枢神经系统影响
研究显示持续暴露在空气污染下會影响中枢神经系统（特別是在兒童發展階段）。
2014年6月，罗切斯特大学医学中心的研究在《环境健康展望》期刊上发布，研究發現過早暴露在空氣污染所導致的大腦傷害等同於孤獨症和思覺失調症。研究也显示空气污染会影响短期记忆、学习能力和冲动性。研究员狄波拉·柯里-施乐塔教授称：“当我们仔细观察脑室後发现到，环绕脑室的白质並没有完全发育。这似乎是因为發炎损害了脑细胞且阻礙了該腦區的成長，脑室则干脆膨胀来填充空间。我们的研究也发现有关身体發育的证据，即空气污染与孤独症以及其他腦神經發育相關的疾病有关。”
另外，研究也發現空气污染对男性的负面影响比女性更大。
《美国国家科学院期刊》中的研究發現，空氣汙染會增加罹患阿茲海默症或其他型式之失智症的風險；在神經心理學方面則會增加罹患憂鬱症的風險。許多文獻也表明，空氣汙染對於學生的認知能力有負面的影響。許多空氣中的汙染物會同時夾帶有毒物質進入一些通道到達人腦進而改變腦中的神經化學。研究指出，空氣汙染與較低的認知功能測驗成績相關（特別是教育程度較低且性別為男性的受試者），但空氣汙染與較低的認知功能測驗成績並非因果關係。研究人員說，「長期暴露於空氣汙染中」之所以對於教育程度較低且性別為男性的受試者的影響較大的原因之一可能是這些受試者有較高的比例職業為從事戶外勞動（力）的工作。

### 相对“干净”的地区
即便某些地区空气污染水平相对较低，公共健康依然会受到严重影响，这是因为吸入的人多。2005年不列颠哥伦比亚肺协会科学研究显示，2010年空气质量进步一小步(PM2.5和臭氧浓度减少1%)会使得温哥华市区增加2900万美元年存款。这项发现是根据健康评估中致命和非致命影响得出的。

### 生態系統
煙塵等粒子覆蓋植物的葉片，阻礙植物吸收陽光，因此降低光合作用的效率。二氧化硫、二氧化氮溶於空氣中的水份，形成酸雨、酸霧、酸雪，或直接溶於水體（湖泊、溪澗），降低水土酸鹼度，使植物和水中生物死亡。二氧化硫能直接殺死地衣。空气污染导致全球增溫、臭氧耗損、破壞生態系統。
2014年，印度报道空气污染导致农作物歉收，2010年污染最严重的地方与1980年水平相比减产过半。

### 社會
空气污染导致的酸雨侵蝕金屬及大理石建築、雕像，毀壞戶外文物、藝術品。降低土壤酸鹼度，降低農產品收成。光化學煙霧降低能見度，影響旅遊業及對空中交通造成危險。因空氣污染而致病的人口造成醫療負擔。令能見度下降，遊客減少，經濟倒退。
空气污染一般集中在人口密集的大都市里，特别是在缺乏环境监管或疏于管理的发展中国家。然而，即便在发达国家里，人口密集地区污染也达到了臭不可闻的地步，如洛杉矶和罗马就是两个例子。在2002年和2011年，北京肺癌发病率翻了将近一番。虽然吸烟依然是中国肺癌的首要致因，但吸烟人数正在下降，而肺癌人数却依然上升。
世界上最严重的短期市民污染事件为印度1984年博帕尔事件。氰化物从美国联合碳化物工厂泄漏出来，瞬间奪走了25,000人的命，受伤人数在150,000到600,000人左右。英国最严重的空气污染事件是1952年伦敦烟雾事件。在6天中，超过4,000人毙命，近期评估的数据则为接近12,000人。前苏联靠近叶卡捷琳堡的生物武器实验室在1979年发生炭疽病泄漏，即斯維爾德洛夫斯克炭疽洩漏事件，导致至少64人死亡。最严重的单次污染事件为1948年10月美国宾夕法尼亚州多诺拉镇事故，导致20人死亡，超过7,000人受伤。

## 污染物的測量

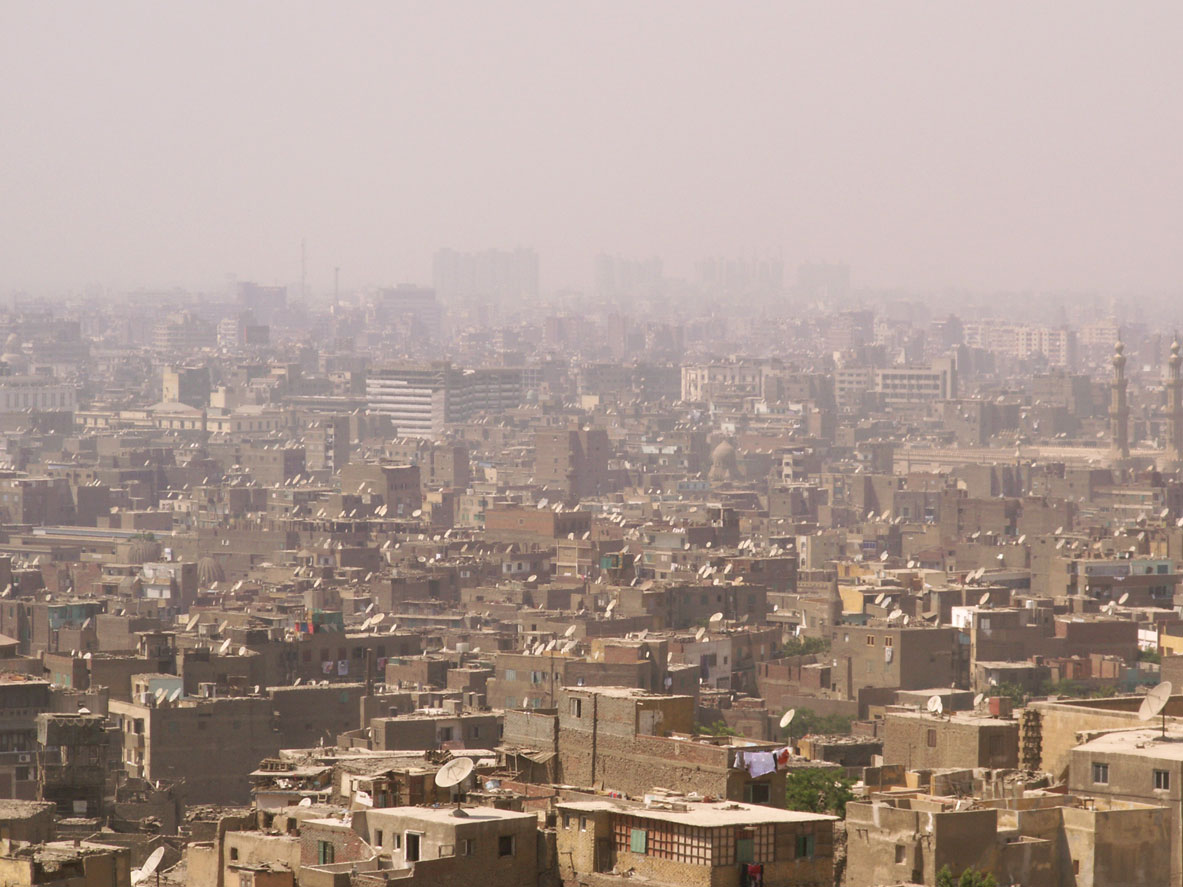
开罗雾霾

一般用μg/m3（微克／每立方米）作為單位；也有用PPM（parts per million，百萬分率）作為單位。測量的標地為一般常見單一污染物，例如可吸入懸浮粒子、一氧化碳。在不同天氣、風向、風速、氣温、相對濕度下測量得的各項數值有差異。在週末／工作天、繁忙／非繁忙時段、空氣污染高峰時間／平時，所測量得的數值皆有差異。
空氣质量預報，是指利用各種技術對空氣中的污染物濃度及其時空分布進行預測。就預報方法而言，空氣质量預報方法包括：數值預報、統計預報、潛勢預報。空氣污染指數（Air Pollution Index，API）是一個表達空氣污染程度的數值，而每個國家的標準不同，其優點是簡單易記，但缺點則是含糊抽象、太籠統，或以（Air Quality Index，AQI）表達。
中国大陆政府正逐步开始发布空气污染指数。美国驻中国大使馆和领事馆使用美国联邦参考监测（FRM2.5）仪器对北京和广州的空气质量（PM2.5和臭氧含量）进行24小时监测并每小时在其官网 （页面存档备份，存于），twitter和手机移动应用软件GZAir（由飞客FabriQate开发）上发布空气污染指数。

### 香港
香港的空氣污染指數20年來都沒有檢討過，遠遠落後世界衛生組織的安全標準。故此，綠色和平制訂了空氣污染真相指數 （页面存档备份，存于），以另一方式反映香港空氣污染的情況，希望保障市民的健康。隨著各界壓力，政府終於在2014年更新空氣質素指標，並因此在2013年底用空氣質素健康指數代替空氣污染指數，使市民了解空氣污染與健康的關係。空氣質素健康質素將各種污染物濃度以對健康的影響的方式反映，指數越高，表示當天空氣污染所導致的短期健康風險增幅越大。
2018年，香港環保署轄下空氣科學與健康專家小組，於去年中修訂的健康和經濟影響評估方法文件（Methodology Paper for Health and Economic Impact Assessment）顯示，若以長期暴露於空氣污染物計，微細懸浮粒子（PM2.5）及二氧化氮（NO2）的濃度每增加10微克／立方米，死亡風險會分別升6.2%及3.9%；短期而言，死亡風險亦分別增加0.41%及1.03%。

### 加拿大
在加拿大，空气污染对健康风险的影响是由空气质量健康指数(Air Quality Health Index)。该健康工具有助于进行决策，减少短期污染物暴露程度，在空气污染物浓度增高时调节活动。
空气质量健康指数是一联邦项目，由加拿大环境部和加拿大卫生部主办。指数也得到了地方政府和事业单位的支持。空气质量健康指数可以检测健康威胁，参与社区互动，强化执行。该指数范围为从1到10+，用以表示当地空气质量对健康的威胁。有时，当空气污染物浓度异常高时，数值会超过10。该数值也提供未来空气预测，为健康提供建议。
即便是低水平的空气污染也会对敏感人群带来不适，而指数是连续性的：数值越高，对健康的威胁越大，需要多加注意。数值与健康的关系是'低'、'中'、'高'或'非常高'，并给出相应的行为建议。
该尺度是根据观察二氧化氮(NO2)、地面臭氧(O3)和颗粒物(PM2.5)与死亡率之间的关系得出的，在加拿大一些城市进行分析。重要的是，上述三种污染物即便含量不多，对健康也依然存在威胁，特别是与其它已存的健康威胁一同来袭时尤甚。
在研发空气质量健康指数时，加拿大卫生部最初的污染物分析数据包括五种：颗粒物、臭氧、二氧化氮(NO2)、二氧化硫(SO2)和一氧化碳(CO)。后两种对健康影响测不准，就没有纳入公式。
空气质量健康指数无法检测臭味、花粉、粉尘、气温或湿度。
| 1 | 2 | 3 | 4 | 5 | 6 | 7 | 8 | 9 | 10 | + |

| 风险: | 低（1-3） | 中（4-6） | 高（7-10） | 很高（大于10） |

| 健康风险 | 空气质量健康指数 | 健康资讯                                                 | 健康资讯                                                 |
| -------- | ---------------- | -------------------------------------------------------- | -------------------------------------------------------- |
|          |                  | 高危人群                                                 | 公众                                                     |
| 低       | 1-3              | 享受日常室外活动。                                       | 完美空气质量，适宜外出运动                               |
| 中       | 4-6              | 考虑减少或改天再外出做剧烈运动，特别是感到不适时应注意。 | 无需顾虑，除非感冒或喉咙疼，继续日常户外活动。           |
| 高       | 7-10             | 减少或改天再外出做剧烈运动。儿童和老年人应该特别注意。   | 考虑减少或改天再外出做剧烈运动，特别是感到不适时应注意。 |
| 很高     | 大于10           | 不要外出剧烈活动。儿童和老年人应该闭门在家。             | 减少或改天再外出做剧烈运动，特别是感到不适时应注意。     |

## 能減低空氣污染的措施
| 世界污染城市之最(PM) | 世界污染城市之最(PM) |
| 颗粒物 μg/m³ (2004)  | 城市                 |
| -------------------- | -------------------- |
| 168                  | 埃及开罗             |
| 150                  | 印度德里             |
| 128                  | 印度加尔各答         |
| 125                  | 中国天津             |
| 123                  | 中国重庆             |
| 109                  | 印度坎普尔           |
| 109                  | 印度勒克瑙           |
| 104                  | 印度尼西亚雅加达     |
| 101                  | 中国沈阳             |

各种空气污染控制技术和土地规划策略都可以减少空气污染。在最基本层面上，土地规划常包括区域和运输基础设施规划。在最发达国家，土地规划是社会政策的重要部分，保证土地在经济和人口上能够得到最大优化，包括环境保护。
减少污染物移动来源包括初级管理(很多发展中国家都有许可性管理)，新资源延伸管理(如船舶、农业设备、小型燃气驱动设备，如线式修边机、链锯、雪地车)，增加油料效率(如使用混合驱动汽车)，转用清洁能源(如生物乙醇、生物柴油或电动车)。
一些对二氧化钛的研究观察了其减少空气污染的能力。紫外线可以从该物质上打出自由电子，释放游离基，解开挥发性有机污染物和NOx气体。一种形式是超亲水。

### 控制设备
如下设备常用于工业和交通业污染控制。它们要么可以摧毁污染物，或是从污染流中将污染物清除出来，防止它们进入大气。
- 颗粒控制
  - 机械收集器(旋风分离，多重旋风)
  - 静电除尘。可将颗粒物从流动气体(如空气)中分离出来，利用导入的静电负荷来除尘。静电除尘十分高效，通过该设备的空气可以减少其中的尘埃。
  - 袋滤室设计对付大量尘埃，包含鼓风机、尘埃过滤器、清洁系统、尘埃收集器和除尘系统(与空气过滤器不同，后者利用可替换过滤器来去除尘埃)。

- - 微粒洗涤器是一种污染控制技术。污染物从熔炉烟道或其它气体流过。在洗涤塔中，受污染空气与洗涤液接触或通过流经洗涤液等方式来去除污染物。

- 洗涤塔
  - 挡板喷淋洗涤器
  - 旋风喷淋洗涤器
  - 文氏喷射式洗涤器
  - 器械辅助洗涤器
  - 喷雾塔
  - 湿式洗涤器

- 氮氧化物控制
  - 低氮氧化物炉
  - 选择性催化还原法
  - 非选择性催化还原法
  - 氮氧化物洗涤器
  - 排氣再循環
  - 催化转换器 (也做挥发性有机物控制)

- 降低挥发性有机物
  - 吸附系统，利用活性炭，如流化床集中器
  - 废气燃烧器
  - 直燃式焚烧炉
  - 催化转换器
  - 生物过滤器
  - 吸附洗涤器
  - 冷凝器
  - 蒸气回收系统

- 酸性气体/二氧化硫控制
  - 洗涤塔
  - 干式洗涤塔
  - 烟气脱硫

- 汞控制
  - 吸着剂喷射技术
  - 电催化氧化
  - K-燃料

- 类二噁英物质和呋喃控制

- 其它相关设备
  - 污染源捕获系统
  - 持续排放监控系统

## 麻烦地区
空气污染麻烦地区是空气污染物排放导致个人健康负面效应持续增加的地方。麻烦地区常见于人口高度密集、城市地区，那里聚集了固定污染源(如工厂)和移动污染源(如汽车和卡车)。从这些来源散布的污染会导致呼吸系统疾病、儿童哮喘、癌症和其它健康问题。每年，细颗粒物如柴油碳烟导致超过320万过早死亡，成为重要问题。污染物很细小，可以沉积在肺里，进入血管。 柴油碳烟会聚集在人口密集的地区。
空气污染麻烦地区会影响各类人群，一些人群却更可能居住在这里。之前的研究显示，种族或收入会影响污染物暴露的情况。有害土地使用(有毒物质存放和废料处理、工厂、主要道路)常常设立在穷人区域。社会经济地位低下也会遭受到各种麻烦，包括种族问题，使得问题缺乏管控或无法搬迁到污染物较少的地方。这些社区污染物负担沉重，更容易遭到健康威胁，如癌症或哮喘。
研究显示，种族和收入差距不但与污染物暴露程度有关，而且与健康问题有关。相比特权阶级来说，社会经济地位卑微和少数族裔更容易因暴露在污染物下而遭到健康损害。黑人和拉美人比白人和亚裔面对的污染物更多，低收入社区承担的风险更大。种族不平等，特别是在美国南部的郊区和美国西部和中西部的城市内尤甚。住在公共住宅里的居民一般是低收入人士，而且无法搬迁到污染物较少的地区，他們受到临近精炼厂和化工厂的影响更大。

## 大气扩散模型

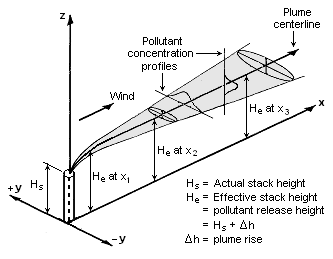
空气污染上升扩散高斯视图，应用于许多大气扩撒模型。

分析空气污染的基本工具是各种数学模型，可以预测空气污染物在大气层低位的转播。基本方法有：
- 点扩散（英语：Air pollution dispersion terminology#Air pollutant emission），用于工业源
- 线性扩散（英语：Air pollution dispersion terminology#Air pollutant emission），用于机场和道路空气扩散模型
- 区域扩散（英语：Air pollution dispersion terminology#Air pollutant emission），用于森林防火和沙尘暴
- 光化学模型，用于分析形成雾霾的污染反应

点扩撒模型理解得最透彻，因为它在数学上相对简单，研究的时间比较长，可以追溯到1900年，它使用高斯扩撒模型模拟持续上浮污染卷流，预测空气污染等浓度线，并考虑了空气速度、烟囱高度、排放率和稳定度。这种模型被详尽证明和矫正，检验了各种大气环境的数据。

## 延伸阅读
- Brimblecombe, Peter. The Big Smoke: A History of Air Pollution in London Since Medieval Times (Methuen, 1987)
- Cherni, Judith A. Economic Growth versus the Environment: The Politics of Wealth, Health and Air Pollution (2002) online （页面存档备份，存于）
- Currie, Donya. "WHO: Air Pollution a Continuing Health Threat in World's Cities," The Nation's Health (February 2012) 42#1 online （页面存档备份，存于）
- Dewey, Scott Hamilton. Don't Breathe the Air: Air Pollution and US Environmental Politics, 1945-1970 (Texas A & M University Press, 2000)
- Davis, Devra, (2002年),When Smoke Ran Like Water: Tales of Environmental Deception and the Battle Against Pollution,  Basic Books, hardcover, 316 pages, ISBN 978-0-465-01521-4
- Gonzalez, George A. The politics of air pollution: Urban growth, ecological modernization, and symbolic inclusion (SUNY Press, 2012)
- Grinder, Robert Dale. " From Insurgency to Efficiency: The Smoke Abatement Campaign in Pittsburgh before World War I." Western Pennsylvania Historical Magazine (1978) 61#3 pp 187-202.
- Grinder, Robert Dale. "The Battle for Clean Air: The Smoke Problem in Post-Civil War America" in Martin V. Melosi, ed., Pollution & Reform in American Cities, 1870-1930 (1980), p83-103.* Mosley, Stephen. The chimney of the world: a history of smoke pollution in Victorian and Edwardian Manchester. Routledge, 2013.
- G. Tyler Miller, Jr.（1997年）, Environmental Science, 6th Ed., Wadsworth Publishing Company, p 217）
- Schreurs, Miranda A. Environmental Politics in Japan, Germany, and the United States (Cambridge University Press, 2002) online （页面存档备份，存于）
- Thorsheim, Peter. Inventing Pollution: Coal, Smoke, and Culture in Britain since 1800 (2009)